# Сибгатуллин, Наиль Рахимович
Наи́ль Рахи́мович Сибгату́ллин (27 мая 1943, Казань — 13 марта 2004, Москва) — советский, российский учёный-механик и педагог высшей школы.

## Биография
В 1960 году окончил среднюю школу с золотой медалью, а в 1965 году — Казанский университет с отличием. Дальнейшая учёба продолжилась в аспирантуре механико-математического факультета МГУ под руководством академика Л. И. Седова. После окончания аспирантуры был оставлен при кафедре гидромеханики МГУ. В 1969 году защитил кандидатскую диссертацию на тему «Некоторые задачи газовой динамики в теории относительности», а в 1979 г. докторскую диссертацию по теме «Колебания и волны в сильных гравитационных и электромагнитных полях». С 1985 года профессор кафедры гидромеханики механико-математического факультета МГУ.
В качестве приглашённого профессора читал курсы лекций и вёл совместные научные исследования в Париже, Мюнхене, Мексике (Мехико, Гдалахара, Эрмозийо), Ханое, Бильбао (Испания).
Награждён медалью «В память 850-летия Москвы».
Член редакционных коллегий журналов «Вестник Московского университета. Серия 1. Математика и механика» и «Communications in Nonlinear Science and Numerical Simulation».
Похоронен на Щербинском кладбище.

## Научная деятельность
- Поставил и решил задачу о стационарных и автоколебательных режимах работы малорасходных устройств на воздушной подушке, а также задачу об устойчивости стационарного режима (Сибгатуллин Н. Р., Слёзкин Н. А., Сорокин Э. А., 1988).
- Получил нелинейное эволюционное уравнение для поверхностных волн с околокритическим волновым числом.
- Изучил двумерную устойчивость тангенциального разрыва с учётом сжимаемости и диспергируемости среды.
- Построил модель жидких плёнок с двумя свободными границами, когда величина прогиба много больше толщины плёнки (Сибгатуллин Н. Р., Сибгатуллина А. Н., 2003).
- Вывел интегральное уравнение для стационарных осесимметричных электровакуумных полей и разработал метод получения его точных и приближенных решений.
- Доказал интегрируемость системы уравнений Эйнштейна — Максвелла — Вейля для нейтринного электровакуума и исследовал автомодельные космологические модели с ударными волнами и слабыми разрывами.
- Построил точные решения, описывающие внешние поля быстровращающихся нейтронных звезд.
- Изучил эволюцию равновесных форм нейтронных звезд под действием дисковой аккреции.
- Для волн на поверхности воды с упругой крышкой (модель льда на поверхности океана) обнаружил явление трёх-волнового резонансного взаимодействия.

Автор свыше 150 научных трудов.
Переводчик ряда научных книг.

## Педагогическая деятельность
Профессор кафедры гидромеханики механико-математического факультета МГУ (1985).
Читал основные курсы лекций «Механика сплошной среды», «Гидромеханика», «Методы гамильтоновой механики в теории нелинейных волн», «Введение в электродинамику и специальную теорию относительности», «Введение в общую теорию относительности», «Ведение в теорию солитонов», «Ведение в теорию газовых лазеров».
Подготовил 7 кандидатов наук. В числе его учеников 4 доктора наук.

## Труды

### Монографии
- Сибгатуллин Н.Р., Слёзкин Н. А., Сорокин Э. А. Платформы на воздушной подушке. — М.: Издательство МГУ, 1988. — 132 с.
- Сибгатуллин Н. Р. Колебания и волны в сильных гравитационных и электромагнитных полях. — М.: Наука, 1984. — 352 с. (недоступная ссылка)
- Sibgatullin N. R. Oscillations and waves in strong gravitational and electromagnetic fields / Пер. Nathaniel M. Queen. — Springer-Verlag, 1991. — xiv+362 с. — ISBN 0387194614.

### Статьи
- Сибгатуллин Н. Р., Сибгатуллина А. Н. Неустойчивость капиллярных волн в свободных тонких плёнках // Вестник Московского университета. Серия 1. Математика и механика. — 1997. — № 6. — С. 35–39. — ISSN 0201—7385.
- Сибгатуллин Н. Р., Сибгатуллина А.Н. Длинноволновое приближение в теории пленочных течений // Известия РАН. Механика жидкости и газа. — 2003. — № 4. — С. 111–121. — ISSN 0568—5281.

### О нём
- Механика в Московском университете / Под ред. И. А. Тюлиной, Н. Н. Смирнова. — М.: Айрис-пресс, 2005. — С. 239–240. — 352 с. — ISBN 581121474.